# Pryteria tenuis
Pryteria tenuis är en fjärilsart som beskrevs av Rothschild 1933. Pryteria tenuis ingår i släktet Pryteria och familjen björnspinnare. Inga underarter finns listade i Catalogue of Life.